# الکساندریا ایرلاینز

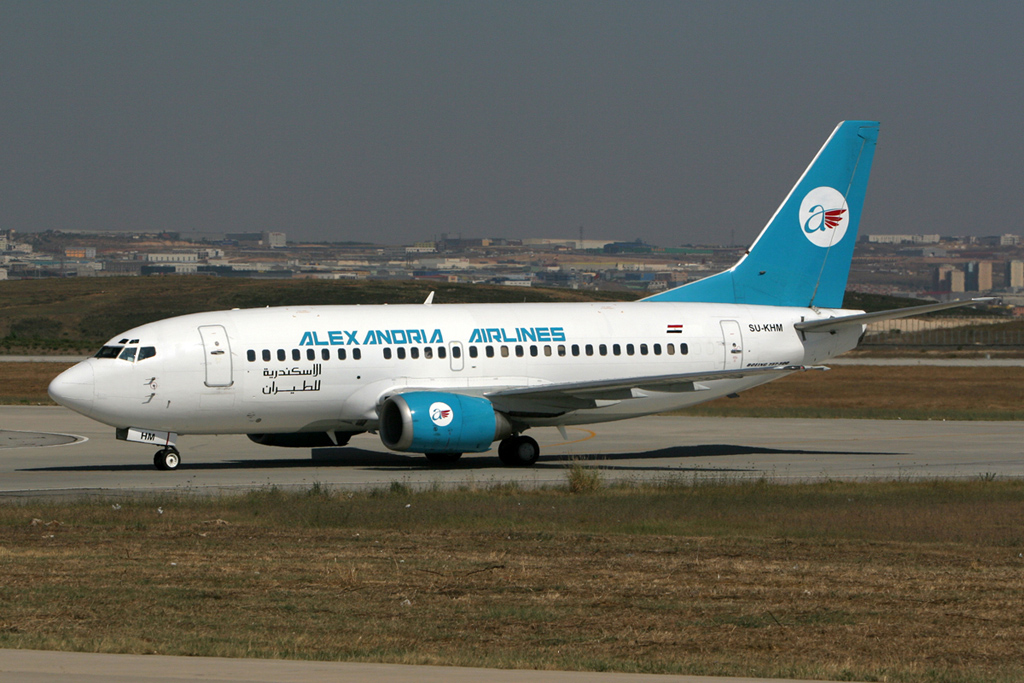
یک شرکت هواپیمایی

الکساندریا ایرلاینز (به انگلیسی: Alexandria Airlines) یک شرکت هواپیمایی با کد یاتا XH است که در ۲۰۰۶ میلادی تأسیس شده‌است. دفتر مرکزی الکساندریا ایرلاینز در قاهره، مصر واقع شده‌است و قطب این شرکت هواپیمایی در فرودگاه بین‌المللی قاهره قرار دارد.